# Lista monumentelor istorice din județul Prahova - D

Simbol utilizat pentru monumentele istorice

Lista monumentelor istorice din județul Prahova - D cuprinde monumentele istorice înscrise în Patrimoniul cultural național al României și aflate în localități din județul Prahova al căror nume începe cu litera D. 
Lista completă este menținută și actualizată periodic de către Ministerul Culturii, Cultelor și Patrimoniului Național din România, prin intermediul Institutului Național al Patrimoniului, ultima versiune datând din 2015. Această listă cuprinde și actualizările ulterioare, realizate prin ordin al ministrului culturii.
Puteți căuta un monument din județul Prahova folosind formularul de mai jos sau puteți naviga prin toate monumentele din județ la lista monumentelor istorice din județul Prahova.
| Cod LMI                          | Denumire                                                                  | Localitate                        | Localizare                               | Datare, Creatori                   | Imagine               | Erori             |
| -------------------------------- | ------------------------------------------------------------------------- | --------------------------------- | ---------------------------------------- | ---------------------------------- | --------------------- | ----------------- |
| PH-I-s-B-16174 (RAN: 132903.01)  | Castru                                                                    | sat Drajna de Sus; comuna Drajna  | „Dealul Grădiștea” 45.25665°N 26.07292°E | Epoca romană                       | Încarcă foto \| video | Raportează eroare |
| PH-I-s-B-16173 (RAN: 133027.01)  | Așezare                                                                   | sat Drăgănești; comuna Drăgănești | „Drăgăneasca” 44.82187°N 26.27965°E      | Epoca daco-romană                  | Încarcă foto \| video | Raportează eroare |
| PH-II-m-A-16457                  | Penitenciarul Doftana                                                     | sat Doftana; comuna Telega        | 45.13666°N 25.77333°E                    | 1894 - 1897                        | Alte imagini          | Raportează eroare |
| PH-II-m-A-16458                  | Conacul Filipescu Drăjneanu, azi Administrația Sanatoriului T.B.C. Drajna | sat Drajna de Jos; comuna Drajna  | Str. Castelului 1 45.22217°N 26.04849°E  | sf. sec. XVII, ref. sf. sec. XIX   |                       | Raportează eroare |
| PH-II-m-A-16459 (RAN: 132930.01) | Moara de apă Warthiadi                                                    | sat Drajna de Jos; comuna Drajna  | Str. Moara de Apă 1                      | înc. sec. XIX                      |                       | Raportează eroare |
| PH-II-m-B-16460                  | Casa Ileana Pântea                                                        | sat Drajna de Sus; comuna Drajna  | Str. Negoiță Pântea 15                   | sf. sec. XIX                       | Încarcă foto \| video | Raportează eroare |
| PH-II-m-B-16461                  | Casa Elisabeta Pântea                                                     | sat Drajna de Sus; comuna Drajna  | Str. Negoiță Pântea 5                    | sf. sec. XIX-corp A; 1937 - corp B | Încarcă foto \| video | Raportează eroare |
| PH-II-m-B-16462                  | Casa Aritina Lupea, azi sediu firmă                                       | sat Drajna de Sus; comuna Drajna  | Str. Negoiță Pântea 1                    | 1909                               | Încarcă foto \| video | Raportează eroare |
| PH-II-m-B-16463                  | Casa Nicolae Burdușel                                                     | sat Drajna de Sus; comuna Drajna  | Str. Neagoe Basarab 213                  | 1919                               | Încarcă foto \| video | Raportează eroare |
| PH-II-m-B-16464                  | Casa Virgil Cojanu                                                        | sat Drajna de Sus; comuna Drajna  | Str. Neagoe Basarab 193                  | 1909                               | Încarcă foto \| video | Raportează eroare |
| PH-II-m-B-16466                  | Casa Ion Tița                                                             | sat Drajna de Sus; comuna Drajna  | Str. Târgului 14                         | 1909                               | Încarcă foto \| video | Raportează eroare |
| PH-II-m-B-16467                  | Casa Stelian Tănăsescu                                                    | sat Drajna de Sus; comuna Drajna  | Str. Tărgului 10                         | 1928                               | Încarcă foto \| video | Raportează eroare |
| PH-II-m-A-16468                  | Conacul Șerban Cantacuzino                                                | sat Drăgănești; comuna Drăgănești | f.n. 44.82315°N 26.28527°E               | 1658, transf. sec. XIX             | Încarcă foto \| video | Raportează eroare |
| PH-II-m-B-16469                  | Casa Ștefan Savu                                                          | sat Drăgănești; comuna Drăgănești | 85                                       | 1916                               | Încarcă foto \| video | Raportează eroare |
| PH-II-m-B-16470                  | Casa Nicolae Stoica                                                       | sat Drăgănești; comuna Drăgănești | 91                                       | 1828                               | Încarcă foto \| video | Raportează eroare |
| PH-II-m-B-16471                  | Casa Ecaterina Gheorghe                                                   | sat Drăgănești; comuna Drăgănești | 112                                      | prima jum. a sec. XX               | Încarcă foto \| video | Raportează eroare |
| PH-II-m-B-16472                  | Casa S. Băjenaru                                                          | sat Drăgănești; comuna Drăgănești | 257                                      | 1933                               | Încarcă foto \| video | Raportează eroare |
| PH-II-m-B-16473                  | Casa Vasile Preda                                                         | sat Drăgănești; comuna Drăgănești | 261                                      | 1930                               | Încarcă foto \| video | Raportează eroare |
| PH-II-m-B-16474                  | Casa Dumitru Tănase                                                       | sat Drăgănești; comuna Drăgănești | 263                                      | 1925                               | Încarcă foto \| video | Raportează eroare |
| PH-II-m-B-16475                  | Casa Nicolae Croitoru                                                     | sat Drăgănești; comuna Drăgănești | 265                                      | 1925                               | Încarcă foto \| video | Raportează eroare |
| PH-II-m-B-20207                  | Casa Constantin Nicodim                                                   | sat Drăgănești; comuna Drăgănești | 277                                      | 1930                               | Încarcă foto \| video | Raportează eroare |
| PH-II-m-B-16476                  | Casa Ion Mirică                                                           | sat Drăgănești; comuna Drăgănești | 280                                      | 1920                               | Încarcă foto \| video | Raportează eroare |
| PH-II-m-B-16477                  | Casa Mihail Cioabă                                                        | sat Drăgănești; comuna Drăgănești | 317                                      | 1928                               | Încarcă foto \| video | Raportează eroare |
| PH-II-m-B-16478                  | Casa Virginia Nicodim                                                     | sat Drăgănești; comuna Drăgănești | 380                                      | 1920                               | Încarcă foto \| video | Raportează eroare |
| PH-II-m-B-16479                  | Anexă gospodărească (fânar) Ion Călugăru                                  | sat Drăgănești; comuna Drăgănești | 396                                      | 1938                               | Încarcă foto \| video | Raportează eroare |
| PH-II-m-B-16480                  | Casa Dumitra Cristea                                                      | sat Drăgănești; comuna Drăgănești | 398                                      | 1930                               | Încarcă foto \| video | Raportează eroare |
| PH-II-a-B-16481                  | Gospodăria Dănuț Ursu                                                     | sat Drăgănești; comuna Drăgănești | 399                                      | 1926                               | Încarcă foto \| video | Raportează eroare |
| PH-II-m-B-16481.01               | Casa Dănuț Ursu                                                           | sat Drăgănești; comuna Drăgănești | 399                                      | 1930                               | Încarcă foto \| video | Raportează eroare |
| PH-II-m-B-16481.02               | Anexă gospodărească                                                       | sat Drăgănești; comuna Drăgănești | 399                                      | 1930                               | Încarcă foto \| video | Raportează eroare |
| PH-IV-m-A-16898                  | Crucea înfrângerii Răscoalei seimenilor                                   | sat Drăgănești; comuna Drăgănești | În grădina lui Vasile Mihai              | 1655                               | Încarcă foto \| video | Raportează eroare |